# Carole Reitzer
Carole Reitzer es una deportista francesa que compitió en vela en la clase Europe. Ganó una medalla de oro en el Campeonato Mundial de Europe de 1991.

## Palmarés internacional
| Campeonato Mundial | Campeonato Mundial | Campeonato Mundial | Campeonato Mundial |
| Año                | Lugar              | Medalla            | Clase              |
| ------------------ | ------------------ | ------------------ | ------------------ |
| 1991               | Búzios (Brasil)    | Medalla de oro     | Europe             |